# Rodolfo Infante y Ana Villeda
Rodolfo o Rudolf Infante Jímenez (n. 1967, San Benito, Estados Unidos) y Ana María Ruíz Villeda (n. 1971, San Luis Potosí, México) son una pareja de asesinos seriales mexicanos, activos durante 1991, en la ciudad de Matamoros, Tamaulipas. Con engaños conducían a mujeres a su casa, prometiéndoles trabajo, ya en el domicilio las secuestraban, durante varios días las violaban y torturaban para finalmente estrangularlas. Mediáticamente fueron apodados como los "Sádicos de Matamoros".